# Neuwerker Gilde
Die Neuwerker Gilde Rendsburg heute unter dem Namen Neuwerker „Scheiben-Schützen-Gilde von 1692 e. V.“ geführt, ist eine der beiden Schützengilden in Rendsburg.
Beide Gilden sind die ältesten Bürgervereinigungen der Stadt. Kein Berufsverband, keine Partei, kein Verein oder Club hat wie sie die Jahrhunderte überdauert.
Die Neuwerker Scheiben-Schützen-Gilde ist eine Gründung der ersten Stunde. Sie hat das höchstmögliche Alter, denn sie ist gleichzeitig mit dem Stadtteil Neuwerk entstanden.
Im Jahr 1690 begann der Bau der Rendsburger Befestigungsanlage. Mit ihren 6 Bastionen wölbte sie sich weit vor, und es entstand ein so großer Innenraum, dass militärische Bauwerke ihn nur zum Teil ausfüllen konnten. So erhielt Rendsburg einen völlig neuen Stadtteil, dessen Straßen fächerförmig von einem weiten Platz auf die Wallanlagen zuführten.
Neuwerk ist in seiner Regelmäßigkeit einmalig in Schleswig-Holstein. In den Jahren von 1691 bis 1694 entstanden im Neuwerk 150 Häuser, bis 1701 weitere 100 Häuser. Und mit der Bebauung wuchs die Neuwerker Schützengilde. 1692 ist ihr Gründungsjahr.
Die ersten Statuten sind nicht erhalten, sie müssen aber, wie spätere Statuten auch, nach Kopenhagen gesandt worden sein, wo König Christian V. sie durch Siegel und eigenhändige Unterschrift genehmigte. Das Gründungsjahr 1692 taucht in den Unterlagen der Gilde erst in den 1920er Jahren auf, aber es findet sich im ältesten Protokollbuch auf der vierten Seite ein Hinweis auf den „13. Artikel der Anno 1693 aufgerichteten Brand-Gilde-Verordnung“. Da die Brandgilde „Neuwerker Loh- und Brandgilde Rendsburg“, eine Feuerversicherung, an die Schützengilde angeschlossen wurde, muss diese schon bestanden haben. Somit findet das Gründungsjahr 1692 eine Bestätigung (Protokollbuch von 1696, S. 4, Zeile 3 von unten).